# آلکریا د آسنار
آلکِریا دِ آسنار (به اسپانیایی: Alquería de Aznar) دهستانی در استان آلیکانتهٔ اسپانیا است.
در این دهستان ۴۵۵ نفر زندگی می‌کنند. مساحت این دهستان ۰٫۷۳ کیلومتر مربع است.